# Emma Noble
Emma Jane Noble (Sidcup, 26 giugno 1971) è una modella e attrice inglese.

## Biografia
Noble è nata e cresciuta in Sidcup, Londra. Ha lavorato come modella per John Rocha e Ghost prima di diventare nota al grande pubblico per essere stata per quattro anni la hostess dell gioco TV di Bruce Forsyth "The Price Is Right".
Nel maggio 1999 ha sposato James Major, figlio dell'ex primo ministro John Major, nella cappella del Palazzo del Parlamento di Londra. Dopo il suo matrimonio, divenne noto come Emma Major. La coppia ha un figlio, Harrison ("Harry") (nato nel luglio 2000), che è stato successivamente riconosciuto affetto da autismo.
Dopo il divorzio, Noble è stato legata sentimentalmente con il figlio dello Rick Parfitt, e con l'attore sudafricano Tony Schiena.
Ora è fidanzata con Conrad Baker. Hanno un figlio.

### Carriera
Nella sua carriera di attrice è apparsa in Crossroads dove interpreta Suzie Samson, Jonathan Creek, Casualty,  Cold Lazarus di Dennis Potter, il film britannico The Truth About Love. Nel 2005, la Noble è apparso nel programma reality TV The Farm, e ha dato il suo compenso al National Autistic Society.  Nel 2008 è stata fatta ambasciatore globale per la National Autistic Society;. In questo ruolo ha diretto la campagna di grande successo nazionale "pensare in modo diverso sull'autismo".
Il matrimonio è finito in un divorzio astioso nel 2004, con Noble che ha accusato il marito di "comportamento irragionevole".